# Luchthaven Port-Gentil
Luchthaven Port-Gentil (IATA: POG, ICAO: FOOG) is een luchthaven in Port-Gentil, Gabon.

## Luchtvaartmaatschappijen en bestemmingen
- Gabon Airlines - Libreville
- Nationale Regionale Transport - Libreville, Oyem
- RegionAir - Douala, Malabo, Pointe Noire, Port Hartcourt